# Via híbrida
La via híbrida, en accés obert, és la via que ofereixen algunes revistes científiques als autors de les contribucions per tenir la possibilitat de publicar els seus articles en accés obert a través del pagament d'un APC (Article Processing Charges) coneguts en català com costos de publicació d'article que a vegades cobren les editorials d'aquestes revistes científiques per que els treballs que publiquen estiguin disponibles en accés obert. Una altra possibilitat és la de publicar l'article per la via tradicional (és a dir, sense cost per l'autor/a però cedint els drets d'explotació a l'editorial). Per aquest motiu, en aquestes revistes, podran trobar-se articles en accés obert al costat d'articles que no es poden consultar si no es paga la corresponent subscripció.